# Palacio Nacional (Barcelona)

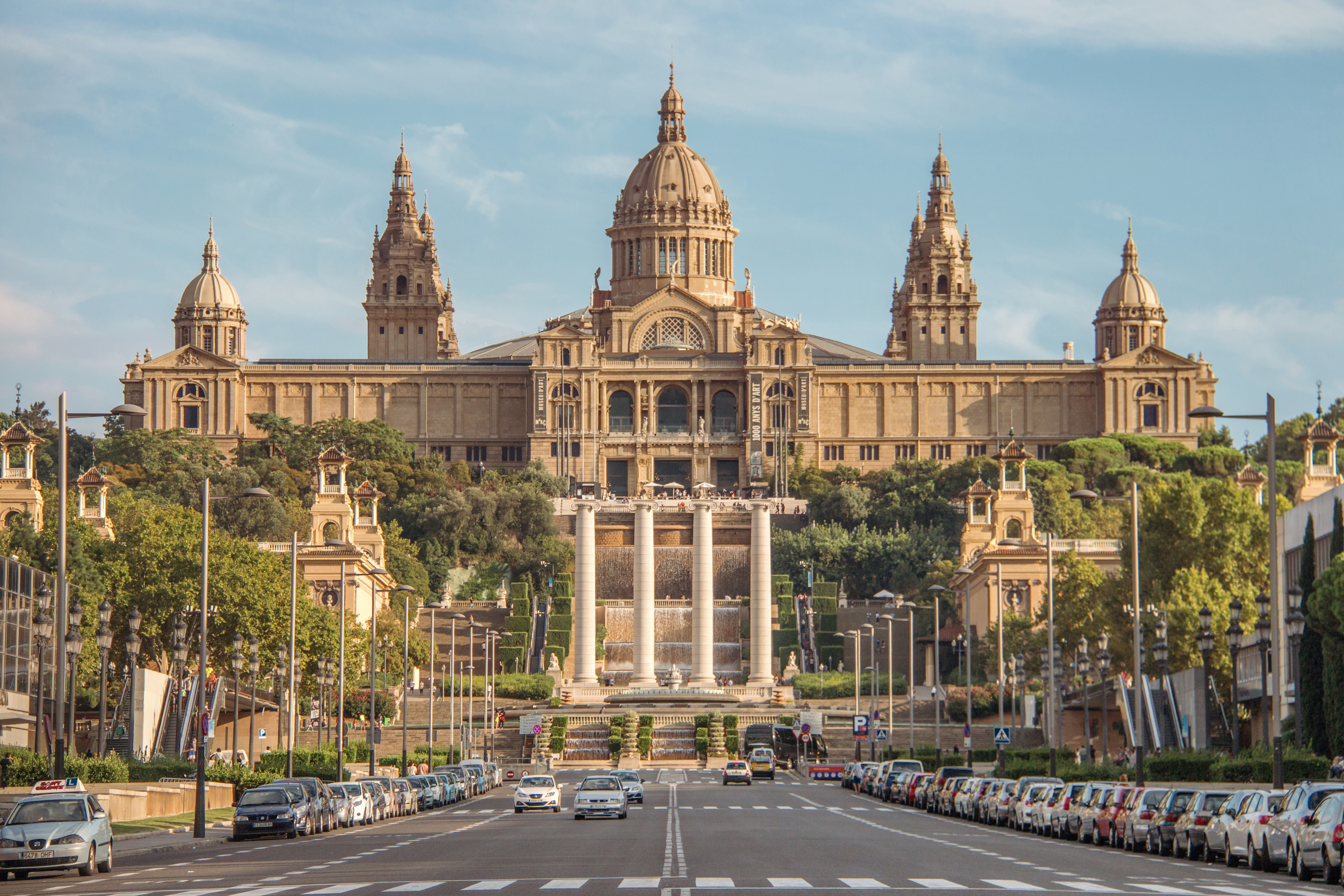
Palacio Nacional en 2013.

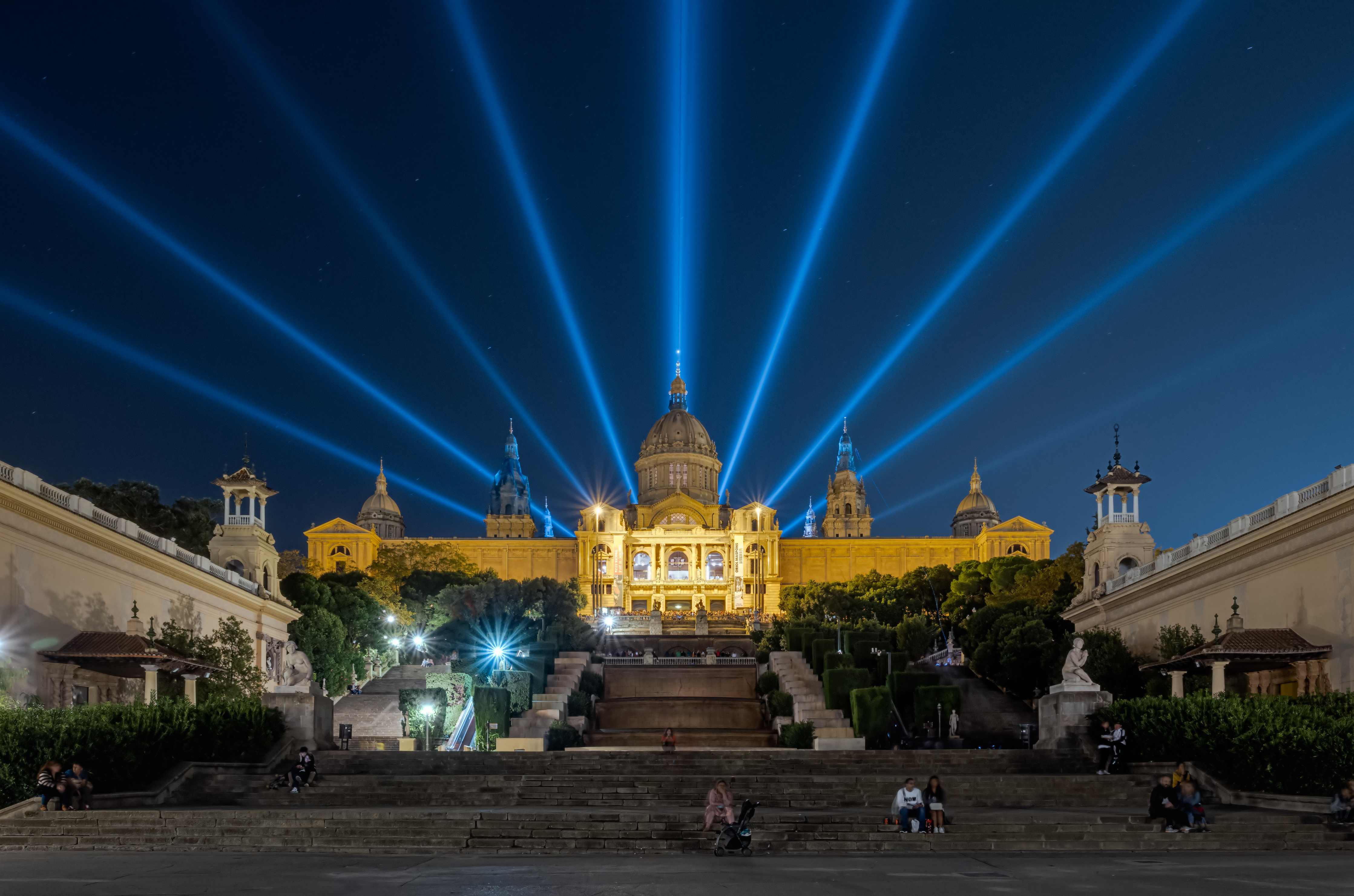
Vista nocturna del Palacio Nacional iluminado.

El Palacio Nacional está situado en la montaña de Montjuic, en Barcelona. Es un palacio construido entre 1926 y 1929 para la Exposición Internacional de 1929 de Barcelona y que desde 1934 aloja el Museo Nacional de Arte de Cataluña.: 199 
Fue el edificio principal de la Exposición, obra de los arquitectos Eugenio Cendoya y Enric Catà, bajo la supervisión de Pere Domènech i Roura, una vez rechazado el proyecto inicial de Josep Puig i Cadafalch y Guillem Busquets y tiene una superficie de 32.000 m².: 199 
Es de estilo clasicista inspirado en el renacimiento español. Presenta una planta rectangular con dos cuerpos laterales y uno posterior cuadrado con una gran cúpula elíptica en la parte central. Las cascadas y surtidores de la escalinata del Palacio fueron obra de Carles Buïgas, y se colocaron nueve grandes proyectores, que aún hoy emiten unos intensos rayos de luz, que escriben el nombre de la ciudad en el cielo. La ceremonia de la inauguración de la exposición se realizó en su Salón Oval y fue presidida por Alfonso XIII y la reina Victoria Eugenia.: 199 
En el Palacio Nacional se dedicó una exposición de «El arte en España» con más de 5.000 obras procedentes de todo el territorio nacional. En la decoración interior de estilo novecentista intervinieron diversos artistas como los escultores Enric Casanovas, Josep Dunyach, Frederic Marès y Josep Llimona, y los pintores Francesc d'Assís Galí, Josep de Togores, Manuel Humbert, Josep Obiols, Joan Colom y Francesc Labarta.: 142–143 
Entre 1996 y 2004 al Palacio se le hizo una ampliación a cargo de Gae Aulenti, Enric Steegmann, Josep Benedito y Agustí Obiol con el objetivo de crear espacios para poder mostrar y almacenar todas las obras de la colección.

## Primeros proyectos

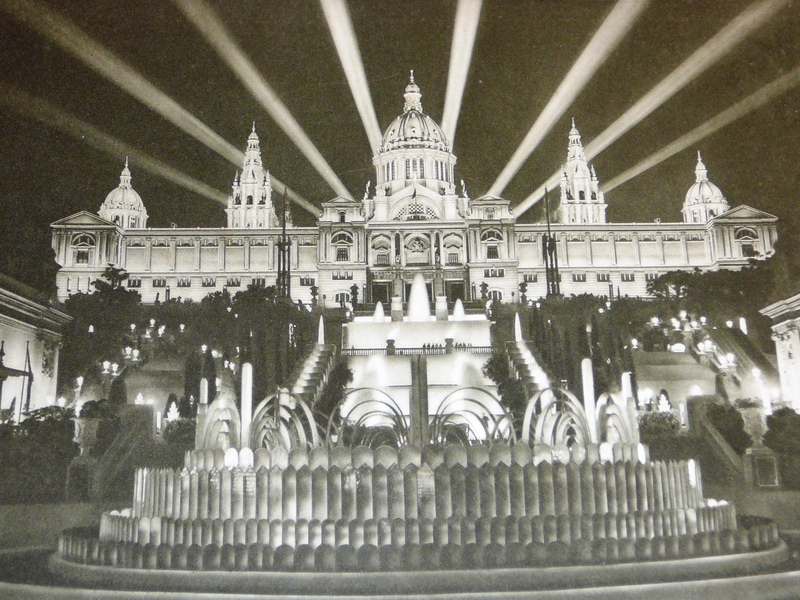
El Palacio Nacional en 1929, año de su inauguración.

Previo a la Exposición Internacional de Barcelona de 1929, la montaña de Montjuic sufrió una gran transformación para conseguir la urbanización de toda la zona. Desde mediados del siglo XIX se habían presentado proyectos para la instalación de equipamientos públicos, ya que la montaña solo se utilizaba, popularmente, por sus fuentes. Las numerosas parcelas de propiedad privada y la presencia de canteras, y sobre todo la falta de vías de comunicación, no hacían muy agradable su visita. Sin embargo, hubo un proyecto de Ildefonso Cerdá y otro de Josep Amargós del 1894, donde se proponía convertir la montaña en una zona residencial. Más tarde, en el mismo sentido, hubo otro en el Plan de Enlaces proyectado por Léon Jaussely en 1905.: 190 
Otra idea para la celebración de la Exposición en Montjuic fue en 1909 cuando Manuel Vega y March sugirió que el punto culminante en ese emplazamiento debía ser: «un gran Templo del Arte, que sea resumen y compendio, el más acabado y portentoso de nuestro saber». Por fin se decidió en el año 1913 la ubicación definitiva en Montjuic para la realización de una Exposición de Industrias Eléctricas promocionada por las industrias del sector y la incorporación del Ayuntamiento de Barcelona en el proyecto.: 16–17 
La idea inicial propuesta por el arquitecto Josep Puig i Cadafalch en 1915, mostraba el proyecto básico de una gran avenida central rematada por un gran palacio rectangular con una gran cúpula en cuya cúspide se debía encontrar una escultura alada representando una «Victoria» y rodeada por ocho torres.: 137 En 1920, este mismo arquitecto diseñó un proyecto detallado del nombrado «Palacio de Arte Antiguo» que enseguida pasó a denominarse «Palacio de las Naciones». Para construir la cúpula se pensó en utilizar un sistema de hormigonado combinado con una estructura de cúpula geodésica. Las obras por fin se tenían que empezar en octubre de 1923, pero la llegada al poder del general Miguel Primo de Rivera en septiembre de 1923, comportó la dimisión de Puig i Cadafalch de su cargo como presidente de la Mancomunidad de Cataluña y también de su alejamiento del proyecto de la Exposición.: 18 
Este alejamiento de Puig i Cadafalch se debió a razones políticas pero también económicas. En un documento llamado «Avance del presupuesto de la Exposición» se puede leer:

Bajo el supuesto de que la Junta resuelva la cuestión relativa a la construcción del Palacio de las Naciones, en el sentido de desistir del primitivo proyecto disminuyendo el mismo en forma que el gasto quede reducido a la mitad de lo proyectado, se ha efectuado un simple avance de (…) nuevo presupuesto.

 En este presupuesto se valoraba el Palau en 8.080.000 pesetas. Otra excusa que tuvo el nuevo comité organizador para evitar que continuase Puig i Cadafalch, fue el traspaso de la contrata de la empresa constructora Ingeniería y Construcciones a una nueva empresa, Construcciones y Pavimentos, que contravenía las condiciones aprobadas previamente; así pues decidió el comité suspender las obras de construcción del palacio.: 18 

## Concurso de 1924
Fue convocado un concurso de proyectos el 18 de julio de 1924 por el ingeniero Mariano Rubió Bellver miembro de la organización y el abogado J. M. Almirall Carbó, en el que podían participar todos los arquitectos españoles, y presentar el proyecto individualmente o junto con una proposición de una empresa constructora, esta última opción fue en la que estaba englobada el plan ganador. Entre los 74 artículos de que constaba el concurso, se encontraba el número 7, en que se decía:

Pasado el período de la Exposición, habrá de estar destinado a (…) cuantas manifestaciones (…) exigen un edificio de vastas proporciones. Algunas de las salas secundarias, podrán quedar destinadas a museo permanente.: 19 

Los proyectos presentados fueron diez en total, fue rechazado por considerarlo fuera de concurso el de José María Martín y seleccionados y hechos públicos nueve con fecha de enero de 1925:

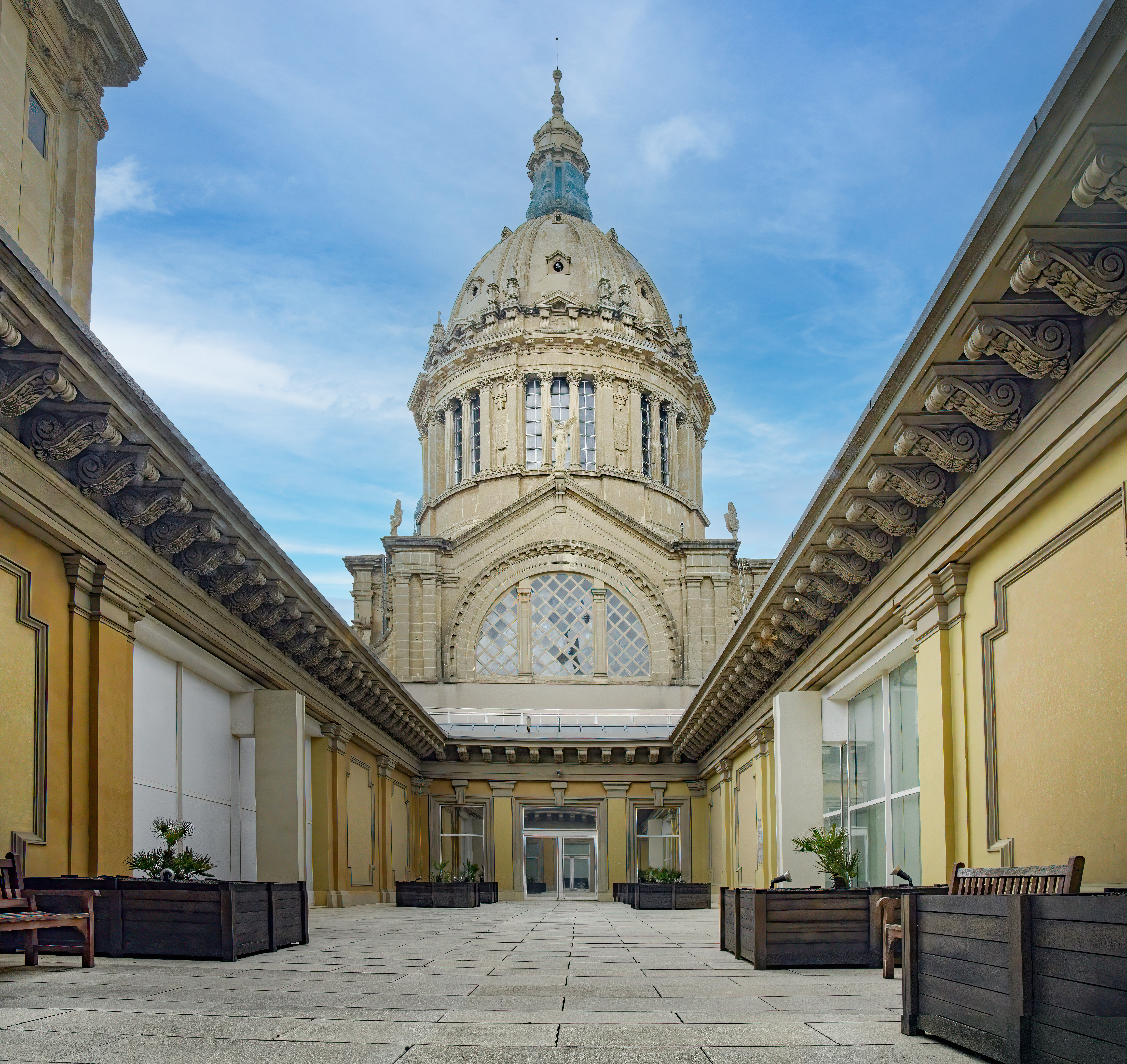
La gran cúpula central del Palacio Nacional, presente en casi todos los proyectos que participaron en el concurso de 1924.

1. Benet Guitart i Trulls. Este arquitecto era el que tenía el título de arquitectura más antiguo y su proyecto proponía una estructura de hierro con un aspecto de edificio islámico.
2. Juan Brugera Rogent. Arquitecto madrileño que presentó una propuesta plenamente neoclásica, con la fachada principal compuesta de una columnata corintia y con una cúpula de 65 metros de diámetro.
3. Salvador Soteras. En su proyecto presentaba un palacio donde la planta baja no se hubiera visto desde la plaza España ya que estaba reducida al mínimo, si bien tenía una cúpula y dos altas torres. Recibió un accésit casi a título póstumo, pues este arquitecto falleció en la primavera de 1925.
4. Rafel Bergamín, Luis Blanco-Soler y Ricardo García Guereta. Estos tres arquitectos pertenecían a la escuela de Arquitectura de Madrid y era suyo el que más se alejaba del proyecto primitivo, era de estilo clásico con la fachada de columnata y frontón, era el único que no presentaba cúpulas ni torres y añadía una fachada posterior donde iba una realización escultórica por el escultor Victorio Macho.
5. Eduardo Fernández Díaz. El proyecto de este arquitecto era en estilo neoclásico con una cúpula central.
6. Eugenio Cendoya y Enric Catà. Este proyecto fue el ganador. (Se encuentra descrito más adelante).
7. Nicolás María Rubió y Tudurí, Ramón Reventós y Francesc Folguera. Su diseño intentaba armonizar con los palacios construidos por Puig i Cadafalch, como hecho curioso en la revista Arquitectura que publicó los resultados del concurso así como sus gráficos, precisamente éste y el del arquitecto Eduardo Fernández fueron los únicos que no se reprodujeron.
8. Ramon Térmens Mauri. Fue uno de los proyectos presentados más dispares con relación al de Puig i Cadafalch, incluso la fachada la proponía hacia la calle de l'Estadi y no hacia la plaza de España y el Gran Salón tenía una planta cruciforme cubierta con grandes bóvedas y una cúpula central.
9. Jaume Santomà y Mariano Romaní. Estos dos arquitectos eran los más jóvenes, según parece Romaní aún no había acabado sus estudios. Su propuesta se inspiró claramente en la de Puig i Cadafalch, pero con unas soluciones más fáciles de construcción. Recibieron un accésit.

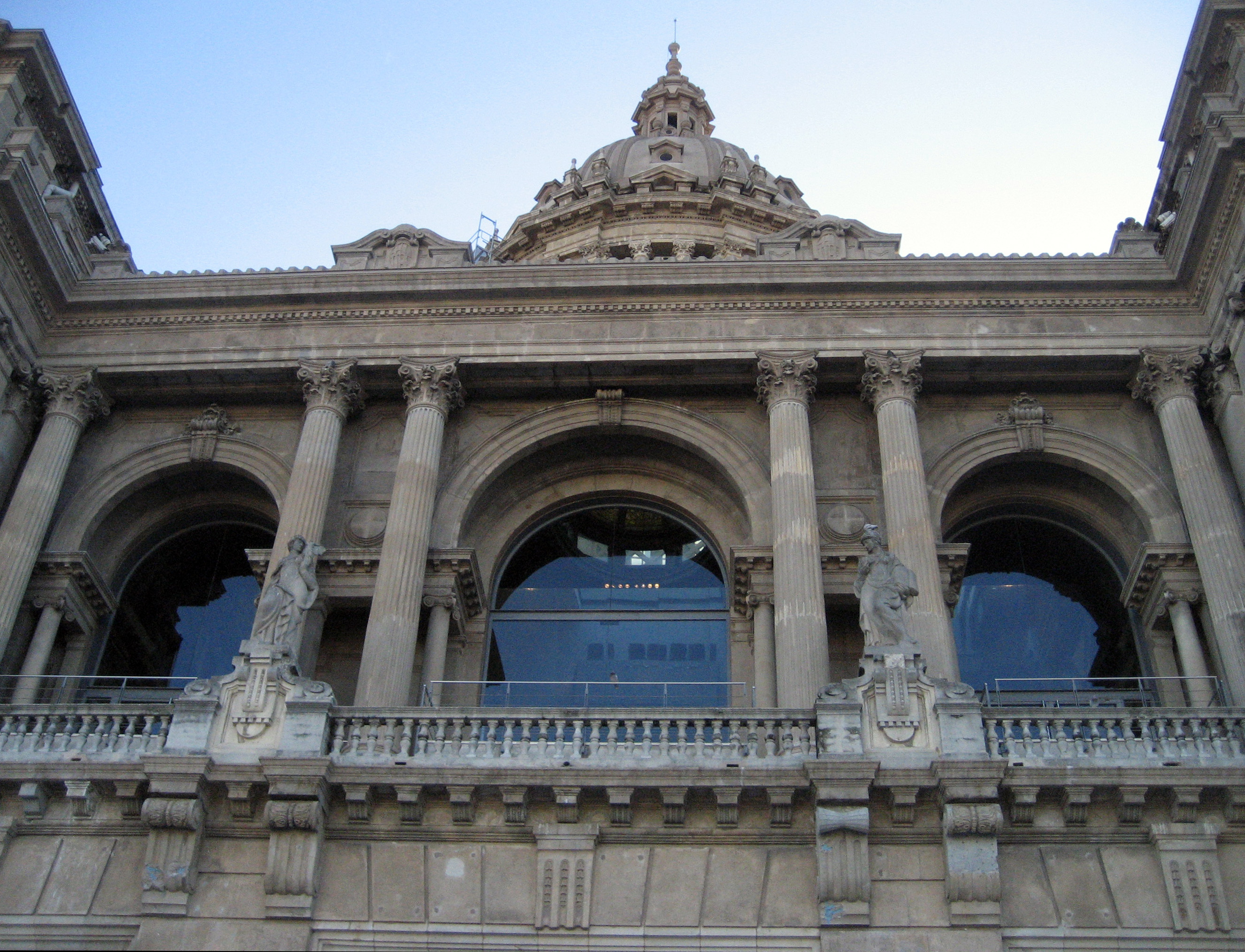
Parte central de la fachada del Palacio Nacional.

El resultado ganador fue el proyecto de Eugenio Cendoya y Enric Catà y se concedieron dos accésit a los de Salvador Soteras y al de Santomà / Romaní, el presidente del jurado clasificador fue el alcalde de Barcelona Darío Rumeu y Freixa, barón de Viver. En el proyecto ganador también participó el constructor Antoni Montseny, y en algunas publicaciones aparece el nombre de Pere Domènech i Roura, ya que éste era el director general de las construcciones de la Exposición,: 20  ésta es la causa por la que la autoría del proyecto aparezca a veces ligada al nombre de Domènech i Roura, según explicó: 

...fui nombrado inspector(...) al cometer la equivocación de aceptar tal cargo, entendí que la más elemental delicadeza me obligaba a retirar mi firma del proyecto y separarme del grupo que formábamos y en el que presté no despreciable concurso.

También el arquitecto Enric Catà dijo:

La dignidad de la carrera tal como yo la siento me ha obligado a unir siempre mi nombre al de los compañeros Pedro Domènech y Eugenio Cendoya al nombrar a los arquitectos autores del proyecto y directores de las obras del Palacio Nacional.

### Proyecto ejecutivo

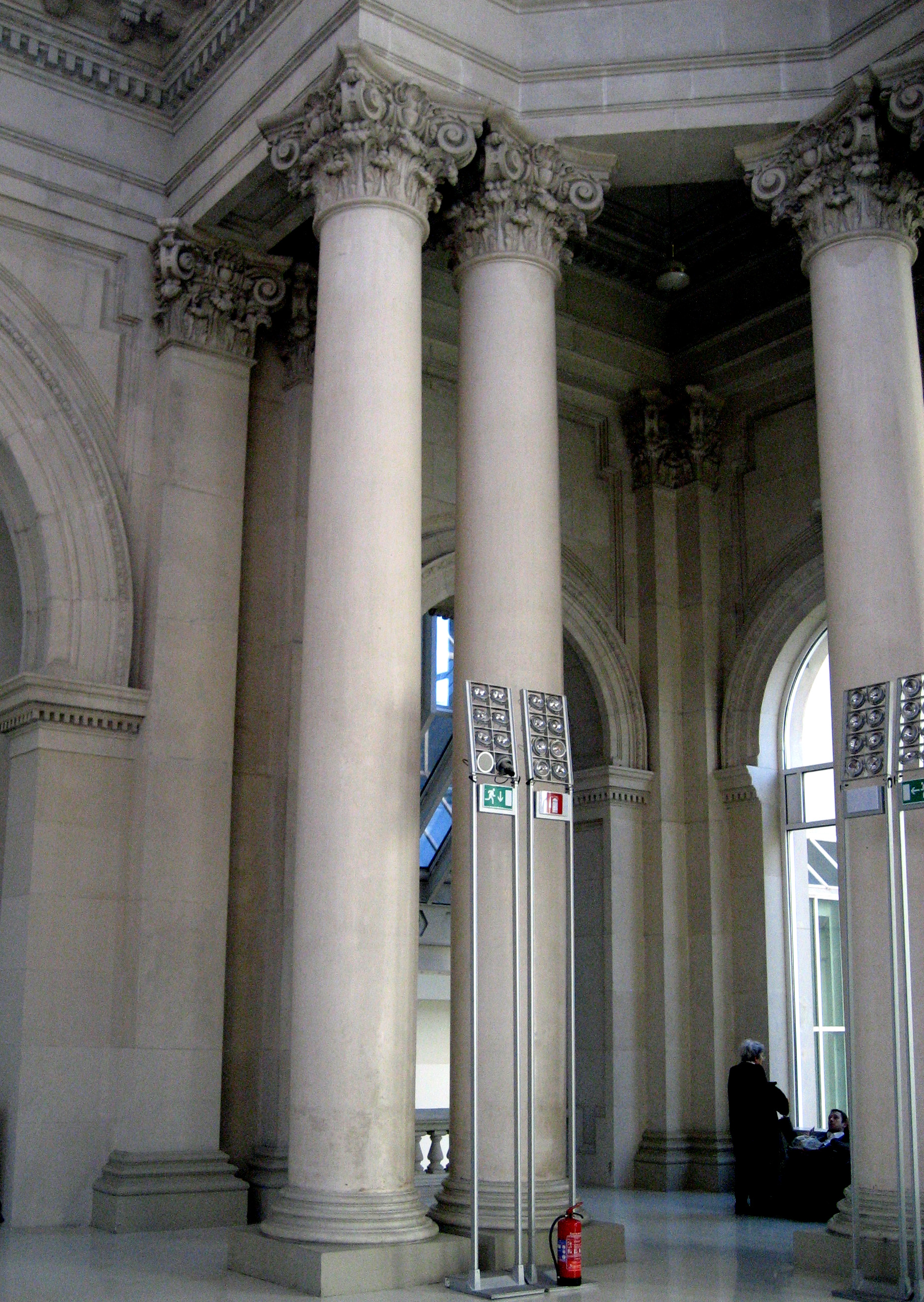
Columnas de piedra artificial, que sostienen la cúpula central, realizadas a pie de obra.

Durante el año 1925 los ganadores del concurso realizaron el proyecto ejecutivo del anteproyecto presentado, uno de los temas más importantes fue el conseguir a través de unos procedimientos la garantía de la elaboración de la obra en un tiempo determinado. Estos mecanismos se basaron en la racionalización de los elementos arquitectónicos en busca de una repetición que hiciera ganar en su rapidez de ejecución de la obra. Tres materiales tenían un gran papel en su construcción, el hormigón, la piedra artificial y el hierro. Según explicaron los mismos arquitectos la piedra artificial que se utilizó se fabricaba a pie de obra y se realizó en forma de T para tener una buena adherencia unas piezas con otras en los muros donde se aplicaba, normalmente todos los muros y forjados estuvieron hechos con hormigón y los encofrados perdidos se realizaron con piedra artificial que ya incorporaba la decoración que tenía que quedarse a la vista. En los techos planos se realizó con un sistema que consistía en hormigón armado con casetones que formaban la decoración definitiva, así en su interior se incluían las armaduras de hierro se llenaba con hormigón y formaba por un lado el suelo de una planta y por el otro la base de yeso, con la decoración incluida, para el techo de la otra planta. Para el vestíbulo, las escaleras y el sótano se utilizó la llamada bóveda catalana con la utilización de ladrillos colocados en plano. Entre las piezas de piedra artificial realizadas a pie de obra se encontraban las dieciséis columnas que sostienen la cúpula central, de un metro de diámetro con diez de altura, vacías en su interior ya que se colocaban como funda sobre la estructura de hierro y hormigón, cada columna se hizo de una sola pieza. La estructura del Gran Salón de 46 x 74 metros y de 30 de altura se realizó con un sistema de cerchas o cimbras  metálicas, en forma de arco y apoyadas sobre piezas de pies de hierro dispuestas alrededor de todo el perímetro de la sala, las cuales fueron después cubiertas con piedra artificial como si de columnas de estilo corintio se trataran.: 21 
El 30 de junio de 1926, tuvo lugar la colocación de la primera piedra, con la presencia de diversas autoridades, entre las que se encontraban el presidente del comité ejecutivo de la Exposición, el marqués de Foronda, el alcalde de Barcelona, barón de Viver y el director de construcción Pere Domènech i Roura.: 110 

## Arquitectura

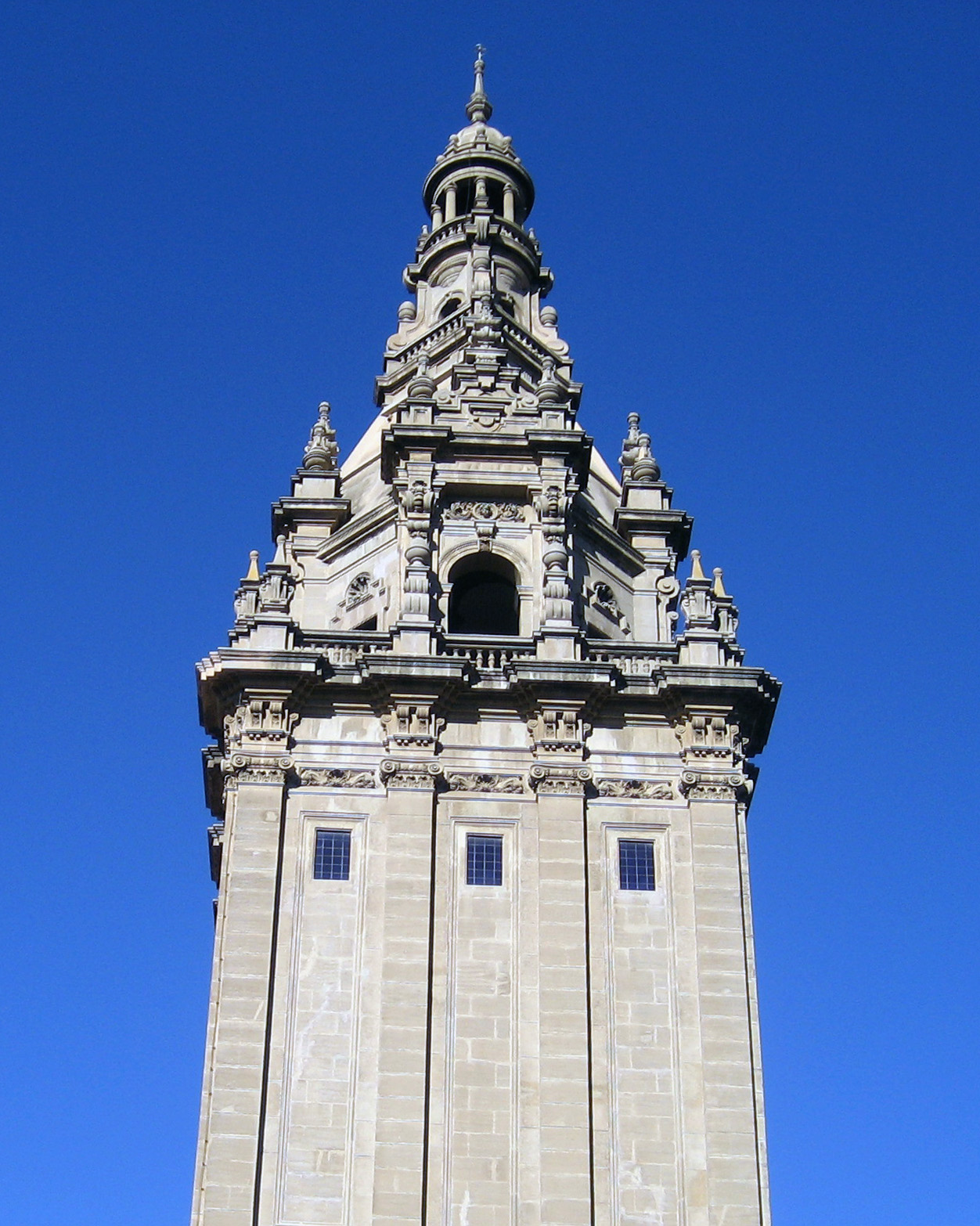
Una de las cuatro torres de que dispone el Palacio Nacional.

El modelo del Palacio Nacional, se unifica en un estilo que en la época se denominaba como renacimiento español, con aires de clasicismo académico, es decir, el resultado de diferentes formas funcionales y procedimientos constructivos, resuelto con el lenguaje de la Escuela de Arquitectura de Barcelona de la segunda década del siglo XX, que fue la encargada de garantizar las edificaciones para la Exposición.: 25 
La construcción del edificio, también fue la combinación de los sistemas tradicionales basados en la simetría claramente expuesta en su composición y los procedimientos para la edificación con materiales y técnicas más modernos como el empleo de elementos seriados y el hormigón.: 258 
El edificio del proyecto ganador, está organizado en dos plantas rectangulares, una como base y el piso principal que en la parte exterior presenta pilastras dobles que enmarcan grandes plafones de pared ciega, cuenta también con un subterráneo en la parte nordeste, destinado en el momento de su construcción a cocinas, había un conjunto de estancias que la formaban el Salón del Trono con las salas para el Rey y la Reina y la sección museística en la parte anterior del edificio y se colocaron las salas de las fiestas en la posterior y una pequeña sala de Té o restaurante en el cuerpo de planta cuadrada que sobresale detrás del Gran Salón.: 24  La fachada consta de un cuerpo central que sobresale y dos laterales, el central está coronado por una gran cúpula, que recuerda a la catedral de San Pablo de Londres o a la de la basílica de San Pedro del Vaticano, con dos cúpulas menores en ambos lados y en los cuatro ángulos del Gran Salón se encuentran unas torres que guardan cierto parecido entre las de la catedral de Santiago de Compostela y la Giralda de Sevilla, y que acaban de configurar la apariencia exterior del edificio.: 25 

## Decoración interior

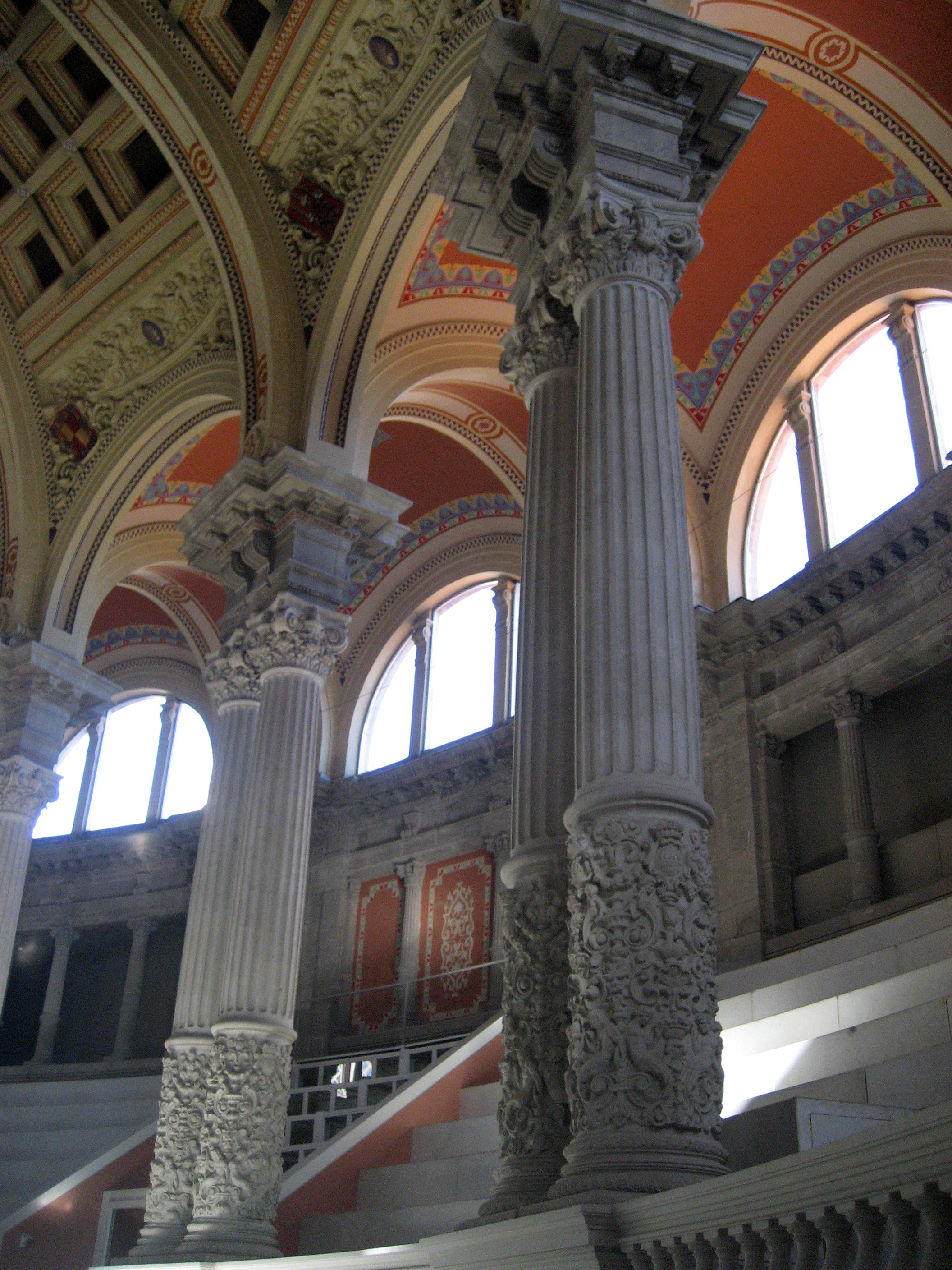
Decoración del Gran Salón.

En el proyecto de los arquitectos del Palacio se consideraban los elementos decorativos arquitectónicos como columnas, frontones o molduras, pero también debieron de realizarse las decoraciones interiores como pinturas murales o esculturas y toda esta parte ornamental de estos espacios quedó bajo la responsabilidad del comité organizativo de la Exposición, considerándose ajeno al presupuesto del proyecto arquitectónico, por lo que se dotó con una suma adicional de 1.200.000 pesetas. El encargado de su dirección fue Lluís Plandiura, comisario de Bellas Artes de la Exposición. Los encargos empezaron durante el invierno de 1928, por lo tanto, los artistas tuvieron escasamente solo unos tres meses para la realización de sus trabajos. El estilo de las obras artísticas pertenecían a la corriente dominante por aquella época en Cataluña llamada novecentismo y especialmente se concentraron en la cúpula principal, las menores, el Salón del Trono, el Gran Salón y la Sala de Té.: 26 

### Gran Salón
Después del vestíbulo se encuentra el Gran Salón o Salón Oval, que debido a su gran dimensión fue pensado, para su utilización en grandes acontecimientos, desde la ceremonia oficial de la inauguración de la Exposición, hasta por ejemplo, para conciertos, bailes de gala o congresos.: 22  Este salón tiene un espacio libre útil de 2300 m², además de una gradería con una capacidad para unas 1.300 personas.: 41 

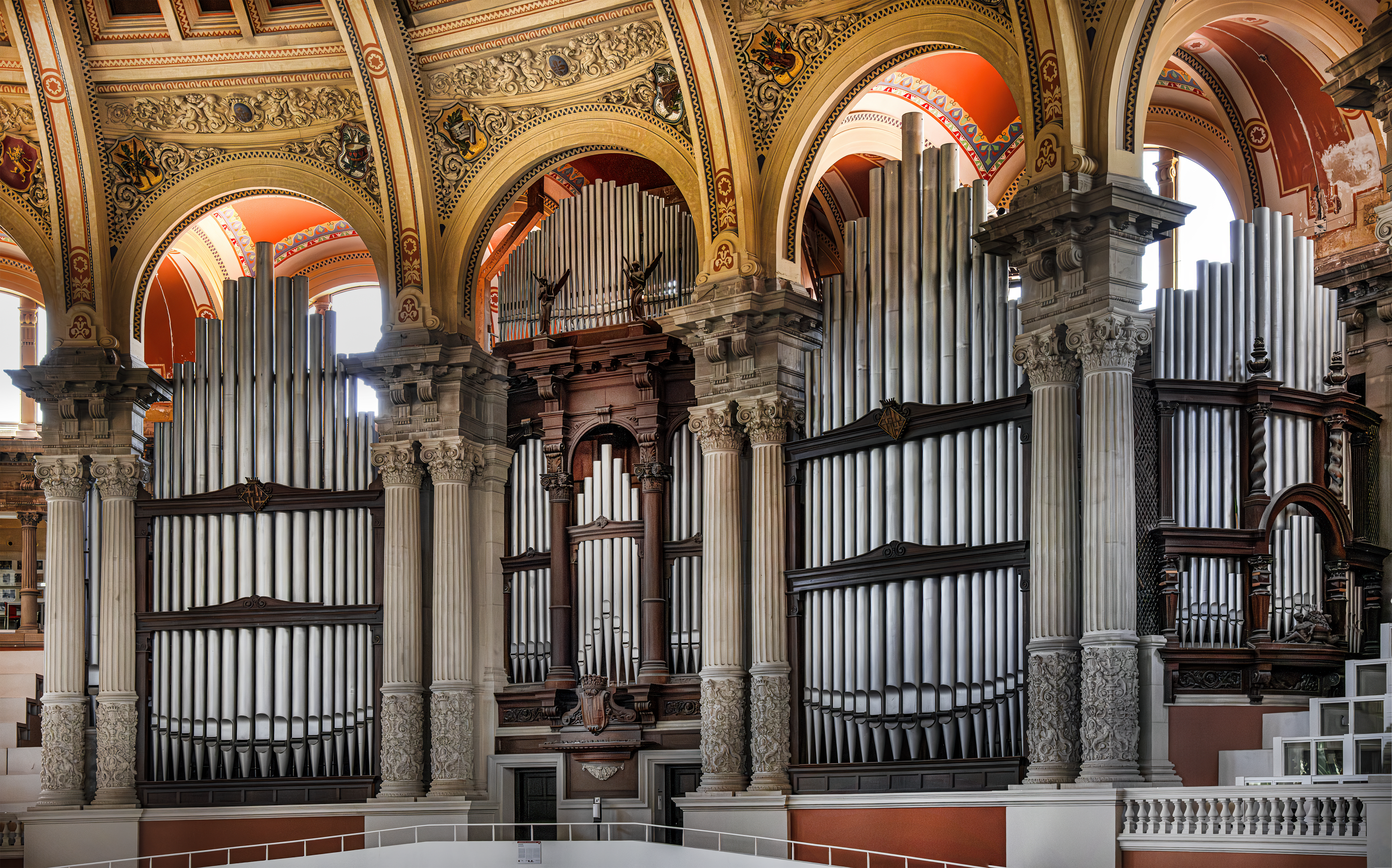
Órgano monumental del Palau Nacional.

Se encuentra cubierto por una gran bóveda oval revestida por casetones, y domina la decoración unas grandes columnas pareadas con el fuste adornado con elementos de grotescos de estilo renacentista, la pintura es sencilla y consta de cenefas y ligeros adornos vegetales colocados en todos los arcos y perfiles de las bóvedas que forman estos. Otro elemento pictórico del salón son los cincuenta y seis pequeños escudos que llenan los espacios entre los arcos, representan a las cincuenta provincias en que se dividía España en el año 1929, los seis restantes  contienen instrumentos musicales y están colocados en la parte donde corresponde a la ubicación del órgano.: 29 
En la Exposición Universal de Barcelona (1888) ya se habían instalado dos órganos eléctricos en el Salón de la Reina Regente del Palacio de Bellas Artes, este hecho representaba una tradición que también se había llevado a cabo en otros países como la de Glasgow en 1901, o la de Sant Louis en 1904 o San Diego en 1915, por lo que se pensó en la conveniencia de instalar uno también para esta Exposición. El órgano fue fabricado por la casa alemana Walcker y Cía., los mecanismos eran todos eléctricos y constaba de 154 registros repartidos en cinco teclados y pedalier de treinta y dos notas con más de diez mil flautas. El profesor Alfred Sittard lo inauguró el 6 de julio de 1929. Fue restaurado y ampliado en 1955, añadiéndole dos mil quinientos tubos más a los originales y pasó a tener seis teclados, tiene 34 m de longitud por 11 de altura.: 23 

### Salón del Trono
Este salón, llamado también de conferencias o de actos es el que se decoró con materiales más nobles, todas sus paredes están revestidas con diferentes mármoles de colores que forman dibujos geométricos. Sobre el trono, colocado con ocasión de la Exposición de 1920, se encargó al pintor barcelonés Ricard Canals la ejecución del un retrato al óleo del rey Alfonso XIII. También para sus muros laterales fueron pintadas unas alegorías de la Exposición del año 1888 por Francesc Labarta y de la que representa la Exposición de 1929 realizada por Xavier Nogués. Por otro lado el pintor Josep Obiols también intervino con la escenificación de las cuatro virtudes cardinales, la Fortaleza, la Templanza, la Justicia y la Prudencia, estos frescos están colocados en los cuatro tímpanos de los arcos del salón.: 28 

### Cúpula principal
Para la decoración de la cúpula, Lluís Plandiura, propuso que fuera encargada a unos de los mejores artistas catalanes de la época, así la parte central de la cúpula, de unos 300 metros cuadrados de superficie, fue realizada por Francesc d'Assís Galí, que según el contrato se había de representar:

...de una manera apoteósica, la grandeza de España, valiéndose para ello de una composición simbólica, definida en cuatro campos: la Religión, la Ciencia, las Bellas Artes y la Tierra.: 27 

- La Religión se representó con la escena de Cristo Crucificado a cuyos lados aparecen las figuras de un mártir y de un ángel y a sus pies un infiel vencido, en otra escena se representa la entrega de llaves de una ciudad, por un sarraceno al ejército cristiano.
- El tema dedicado a la Ciencia española se representa con la alegoría femenina de la geometría y los triunfos de la ciencia con la representación de Miguel Servet en su investigación de la circulación de la sangre, a Blasco de Garay inventor de la navegación con ruedas de pala y a un árabe de Córdoba observando los astros.
- Las Bellas Artes están representadas en una figura de mujer con un arco iris y una rama de laurel, la arquitectura son dos figuras femeninas sosteniendo una maqueta de un edificio, además se encuentran la representación de la pintura, la escultura, la literatura y la música.
- La Tierra la representa una figura femenina sosteniendo la luna con una mano y el sol se encuentra a sus pies. Hay pintados diversos frutos de la tierra, con relación a la agricultura, la industria y la ganadería.[5]: 27

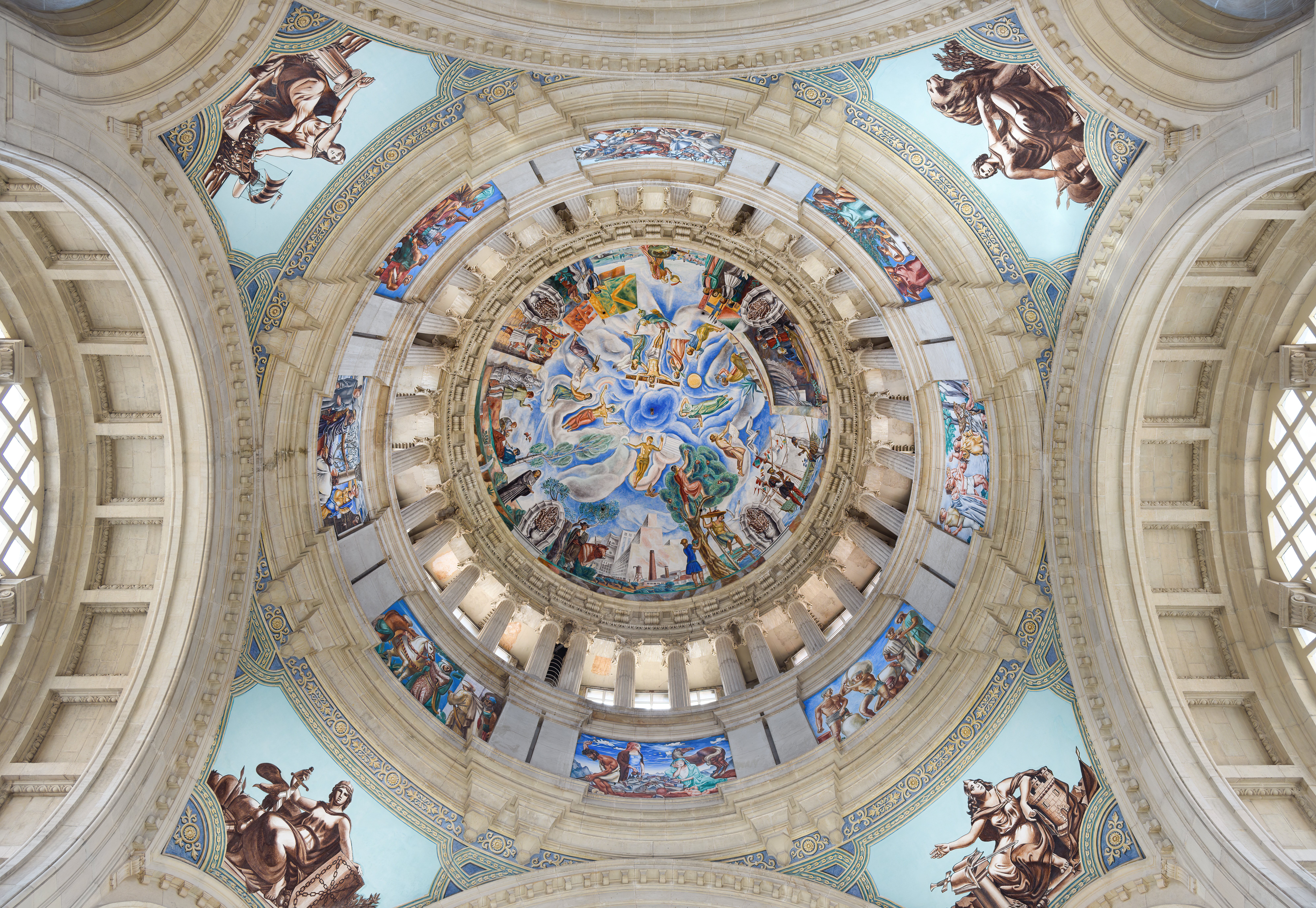
Cúpula Principal del Palacio Nacional
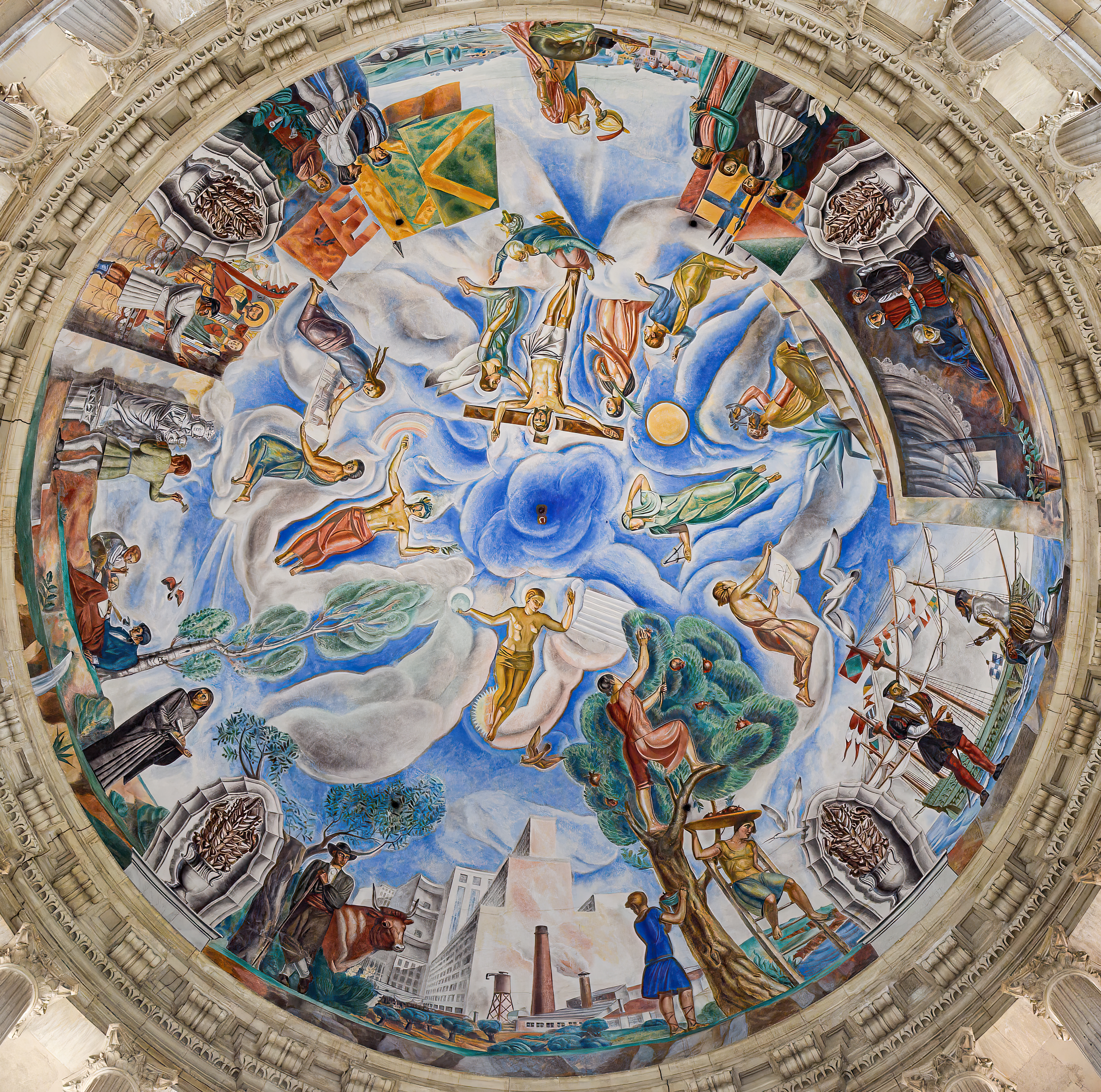
Obra al fresco de Francesc d'Assís Galí
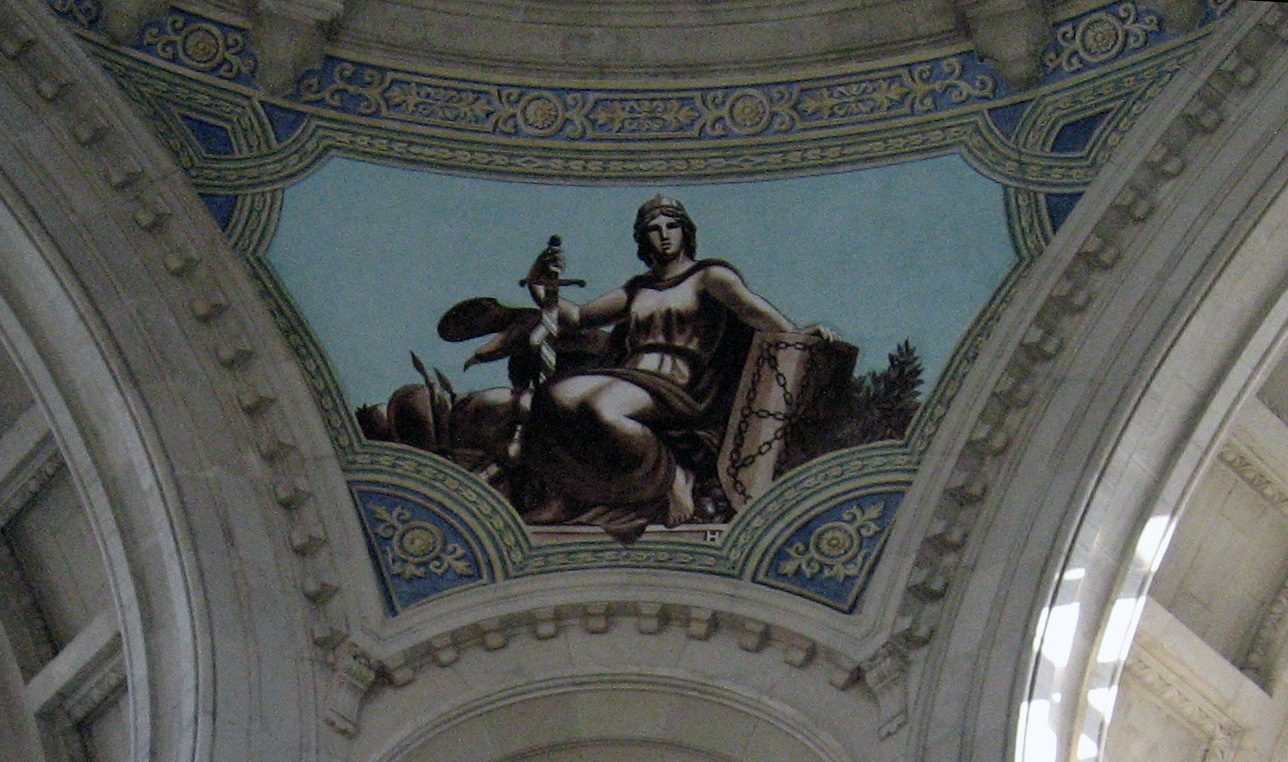
Reino de Navarra por M. Humbert.
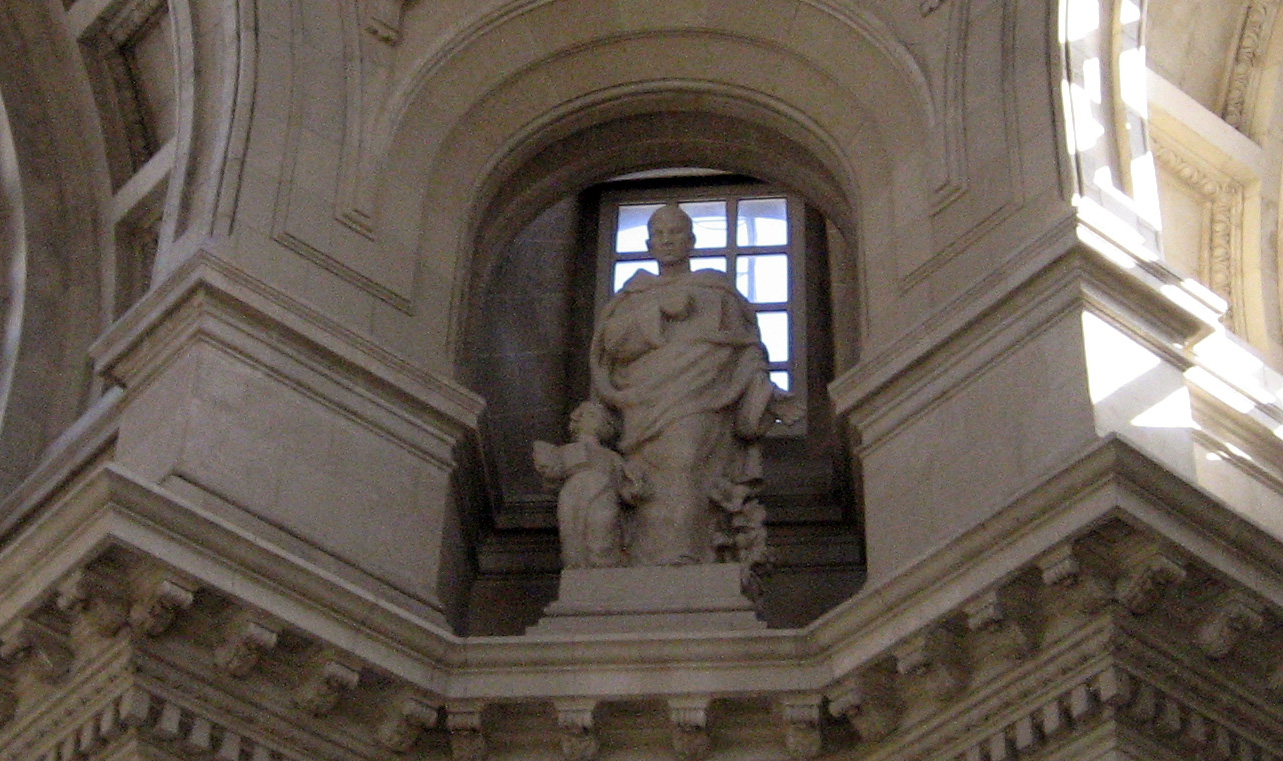
La Religión por Enric Casanovas.

El tambor de la cúpula consta de ocho plafones de pintura representando antiguas civilizaciones, realizadas por Josep de Togores y Manuel Humbert.: 137  Las pechinas están pintadas, por estos mismos artistas, en grisalla y con las cuatro alegorías de los antiguos reinos de León, Castilla, Navarra y la Corona de Aragón.: 138  Bajo estas pechinas, se encuentran cuatro esculturas dentro de unas hornacinas, representando La Ley y La Fuerza por el escultor Josep Dunyach y El Trabajo y La Religión del escultor Enric Casanovas.: 139 

### Salón de Té y cúpulas menores
En la Sala de Té o restaurante (actualmente biblioteca), intervino en la decoración de tres de los siete plafones en forma de lunetas el artista Joan Colom i Agustí, el resto junto con la decoración pictórica ornamental del techo fue realizada por el decorador Jaume Llongueras.
Las cúpulas menores se pintaron con decoraciones vegetales y de grotescos, que, según la documentación del Instituto Municipal de Historia de Barcelona, la dirección se encargó a F. Canyellas aunque fue ejecutada por la casa A. Tolosa.: 30 

## El arte en España
La Exposición Internacional de Barcelona, se reorganizó estableciendo tres áreas temáticas: la industria, los deportes y el arte, esta última estaba formada por una gran exposición en el Palacio Nacional llamada «El arte en España».: 22 
Se elaboró un «Reglamento y garantías de la sección especializada El arte en España. Palacio Nacional», según el cual el núcleo:

...será una demostración, ordenada y sugestiva, de verdaderas joyas históricas, artísticas y arqueológicas, que pongan de manifiesto el pasado de España en forma hasta ahora no lograda por ningún país. El especialista podrá examinar en esas instalaciones objetos auténticos de inestimable valor; el erudito contemplará en los numerosos cuadros plásticos de este núcleo de la Exposición de Barcelona toda la evolución de la raza española y, principalmente, la de sus artes suntuarias; la gran masa de visitantes hallará representadas, en forma atrayente que dejará inolvidable recuerdo en su espíritu, notables escenas características de la historia nacional.

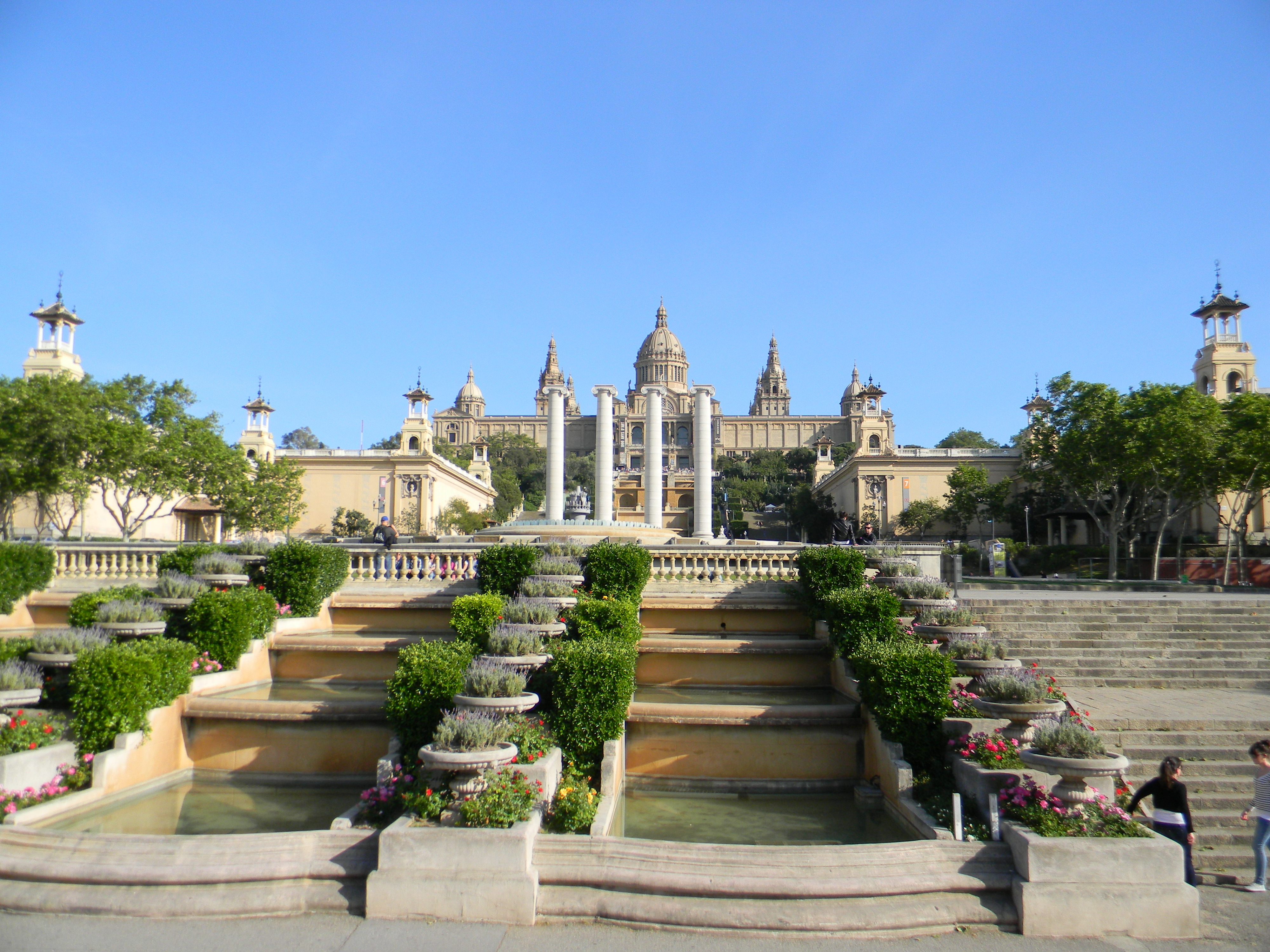
Vista del palacio en mayo de 2012, pueden observarse las cuatro columnas, símbolo de la senyera catalana, levantadas en 1919, derribadas en 1928 durante la Dictadura de Primo de Rivera y reconstruidas en 2010.

Los organizadores escogieron obras destacadas por su valor y su significado en la historia del arte y las solicitaban directamente a sus propietarios o también aceptaban las que les eran propuestas. Se reunieron unas 5000 piezas de la más diversa índole y procedencia como de museos, particulares, instituciones religiosas, archivos y bibliotecas de diversos puntos de España, todo este conjunto de obras se aseguró en 800 millones de pesetas.: 23 
La exposición se ordenó cronológicamente desde la época Hispania romana hasta el período de Isabel II, añadiéndose meses más tarde, una parte de la época prehistórica que se ubicó en la planta del sótano del Palacio. Entre las piezas realizadas expresamente para este recorrido artístico, fueron los encargos de una serie de dioramas de hechos destacados de la historia de España realizados por los mismos artistas que habían intervenido en la decoración del Palacio y que se conservan en el Museo Nacional de Arte de Cataluña. Los temas finalizados fueron quince de los veintisiete previstos:: 23 
- Recesvinto
- Almanzor
- El destierro del Cid
- La pintura románica
- Jaime I llora frente los cadáveres de los hermanos Montcada
- Alfonso X el Sabio
- Pedro I el Cruel
- Entrada de Alfonso V en Nápoles
- Llegada de Colon a Barcelona
- Fray Luis de León
- Carlos V en Yuste
- Felipe II y el duque de Alba
- Quevedo en las gradas de San Felipe
- Carlos III
- Inauguración del primer ferrocarril Barcelona-Mataró

## Rehabilitaciones

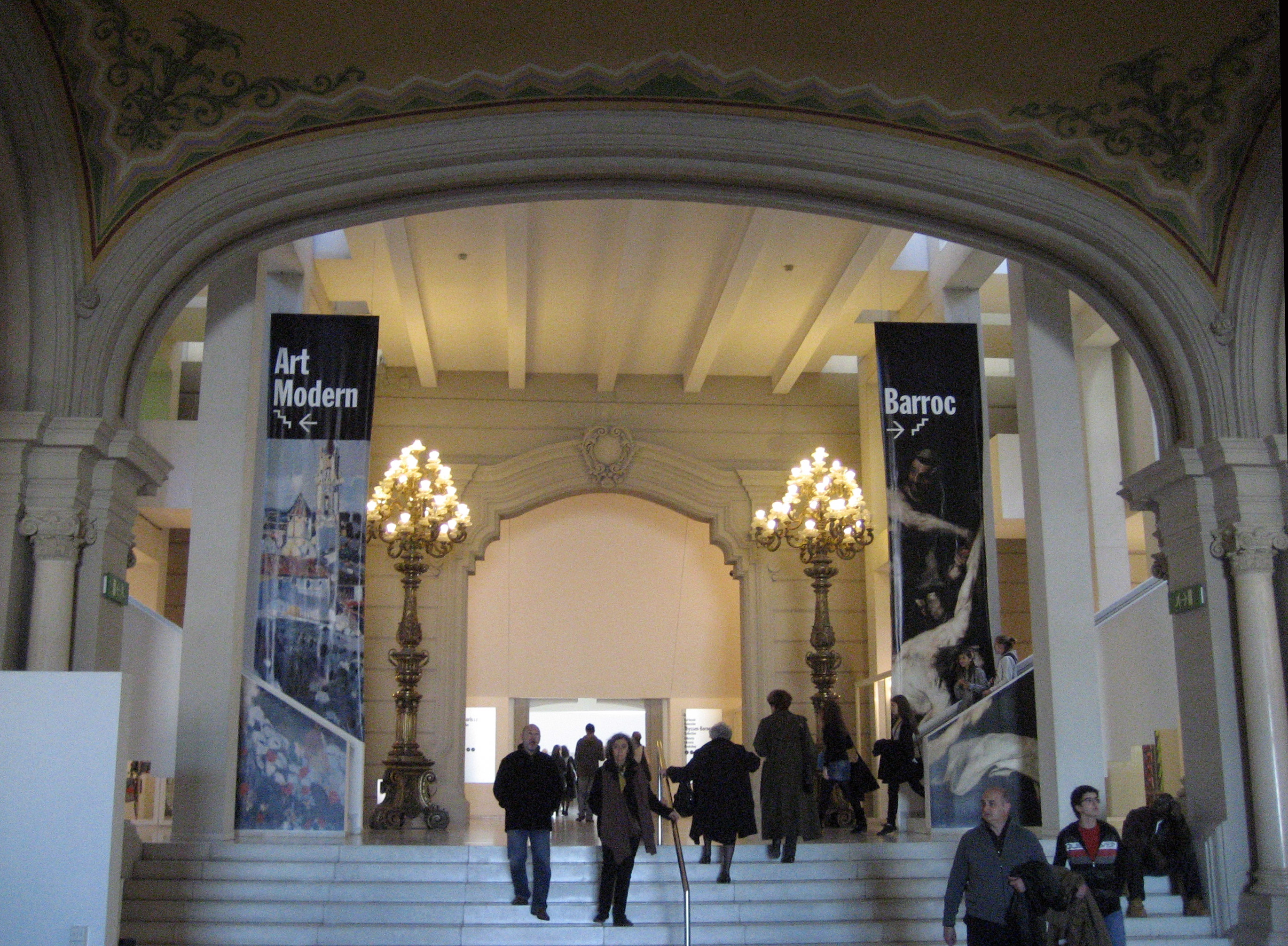
Vestíbulo rehabilitado del Palacio Nacional.

Los arquitectos Eugenio Cendoya, Enric Catà y Pere Domènech i Roura lo construyeron como edificio temporal para la  Exposición de 1929. La rapidez de la construcción y la modestia de los materiales hicieron que necesitase obras de modificación ya en 1934 cuando fue adaptado como sede para el Museo de Arte de Cataluña, siendo las salas de la planta baja las que sufrieron una mayor transformación, el arquitecto Ramón Reventós fue el encargado de esta rehabilitación, se suprimieron las excesivas decoraciones y se construyeron muros lisos para poder colgar las pinturas, se realizó una red exterior de recogida de aguas para evitar las filtraciones de humedad y la reparación de fisuras en las paredes.: 31 
El Palacio Nacional ha sido objeto de múltiples y diversas intervenciones, las salas de la planta alta quedaron inutilizadas después de la guerra civil por los desperfectos ocasionados en sus cubiertas. Estos se subsanaron en la rehabilitación en los años 1960 para la gran exposición de «El arte románico» bajo la dirección del director de los museos de arte de Barcelona Joan Ainaud de Lasarte.: 34 

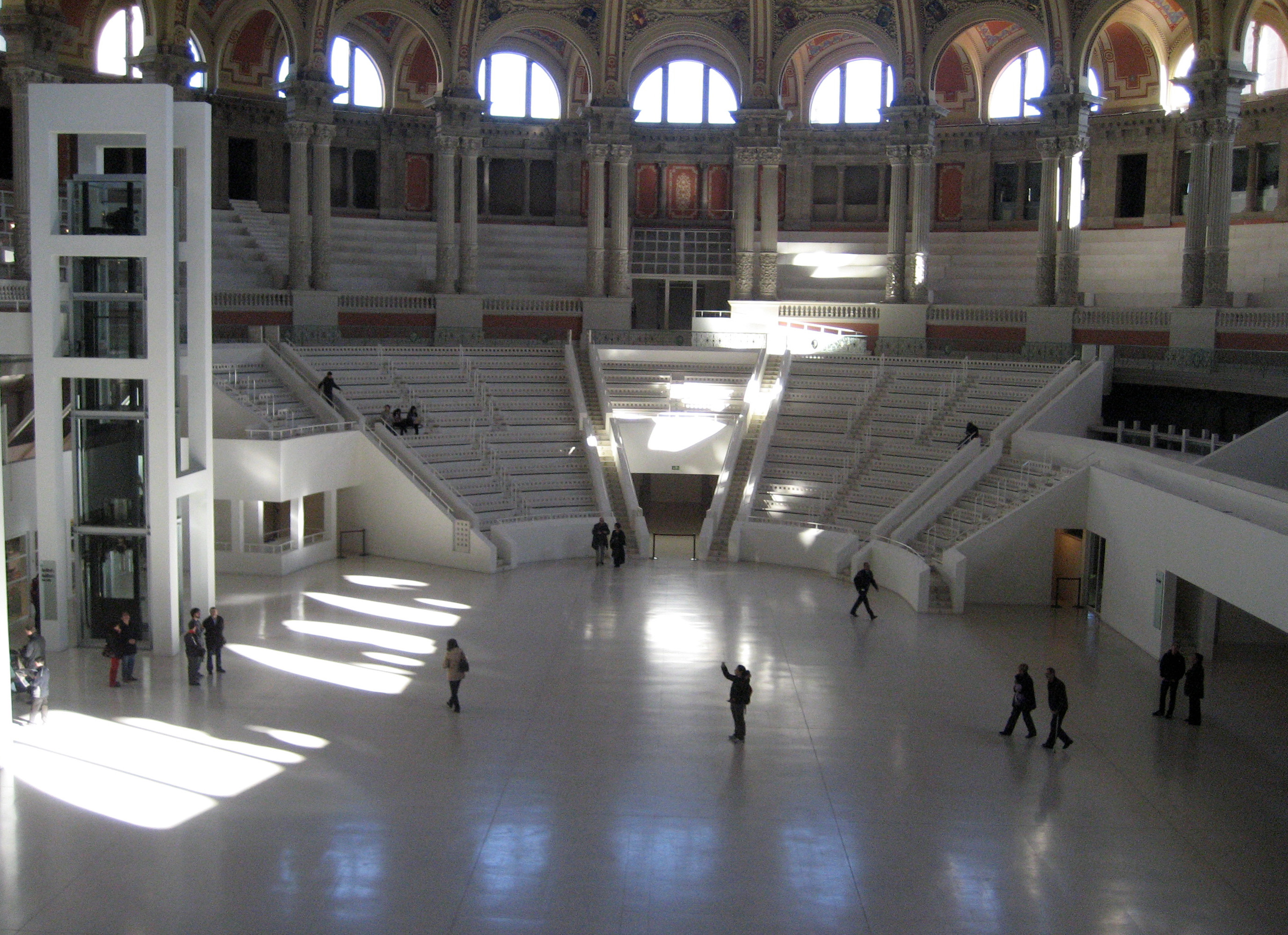
Gran Salón rehabilitado con graderías nuevas y ascensores.

La arquitecta italiana Gae Aulenti fue convocada, en los años 1980, para solucionar problemas surgidos con la exhibición de la gran cantidad de obras de arte que se iban acumulando y para adaptar los amplios espacios interiores, de altos techos, a sus funciones como salas de exposiciones. Con Enrique Steegman se iniciaron en 1990 las primeras obras de rehabilitación, que se alargaron por complicaciones técnicas y con motivo de los Juegos Olímpicos de Barcelona 1992 solo se pudo completar una parte del futuro museo y se terminó la rehabilitación de la Sala Oval donde se recibió a una parte de los atletas, las autoridades y los figurantes que se iban a presentar en las ceremonias de inauguración y clausura. En el año 2000 se inició la última fase de reconstrucción uniéndose el arquitecto Josep Benedito; en 2003 se inauguró una nueva sala para exposiciones temporales y se dieron por concluidas las obras en 2004, con una superficie total construida de 51.600 m² por lo que la superficie añadida a la original es de 15.300 m². Fue inaugurada por los reyes de España, Juan Carlos I y Sofía de Grecia, en el mes de diciembre de 2004.: 40 
En el año 2009 empezaron unas nuevas obras de intervención en las cornisas exteriores del Palacio así como de su entorno ajardinado, según explica el administrador del MNAC: «Se trata de una intervención estructural definitiva, que consiste en sustituir los elementos dañados y fijar las cornisas al edificio mediante barras de titanio ocultas en la estructura»". Dichas obras están a cargo de la dirección de los arquitectos Enrique Steegman y Joan Ardèvol.

## Galería

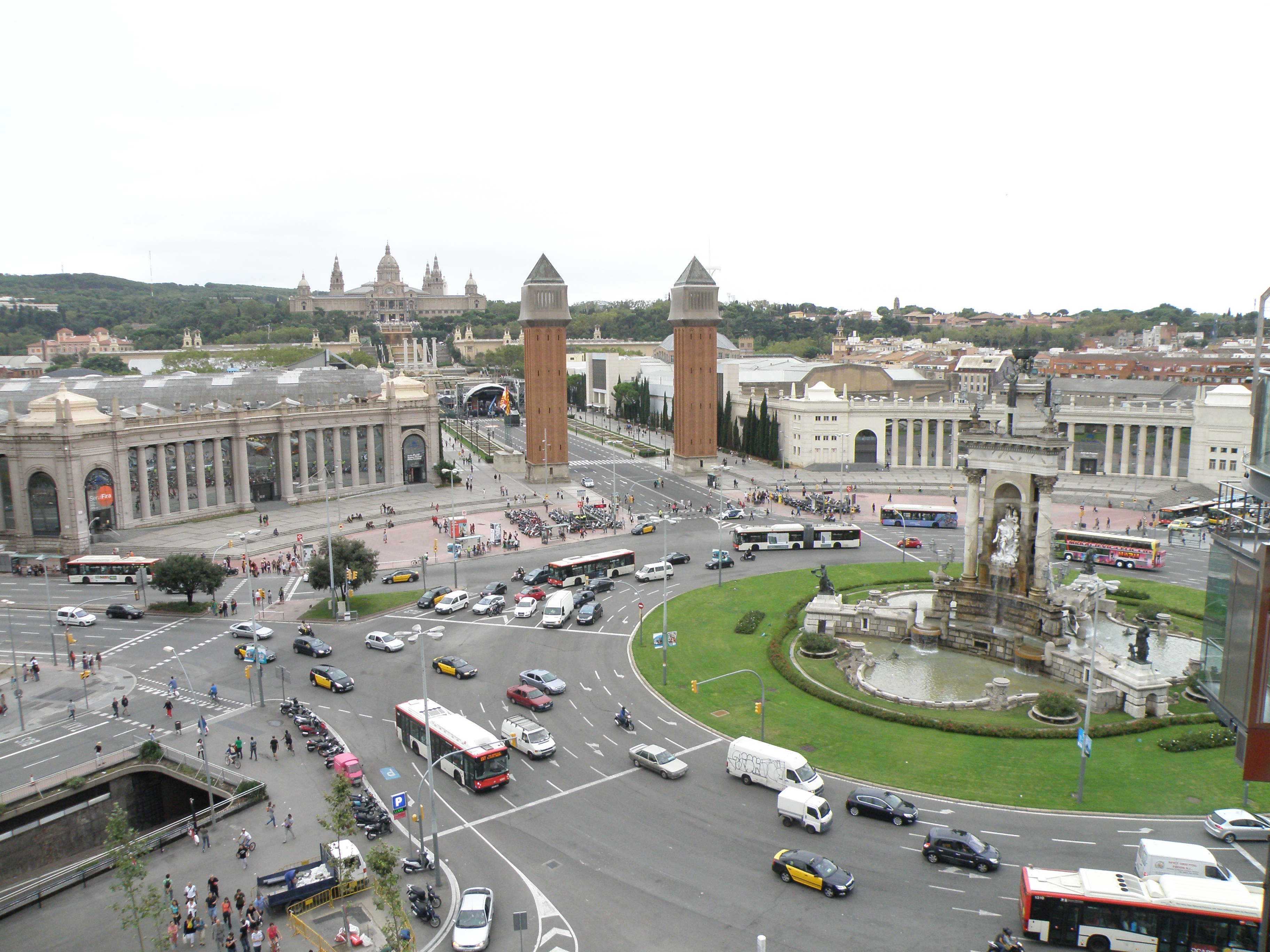
Panorámica desde la Plaza España.
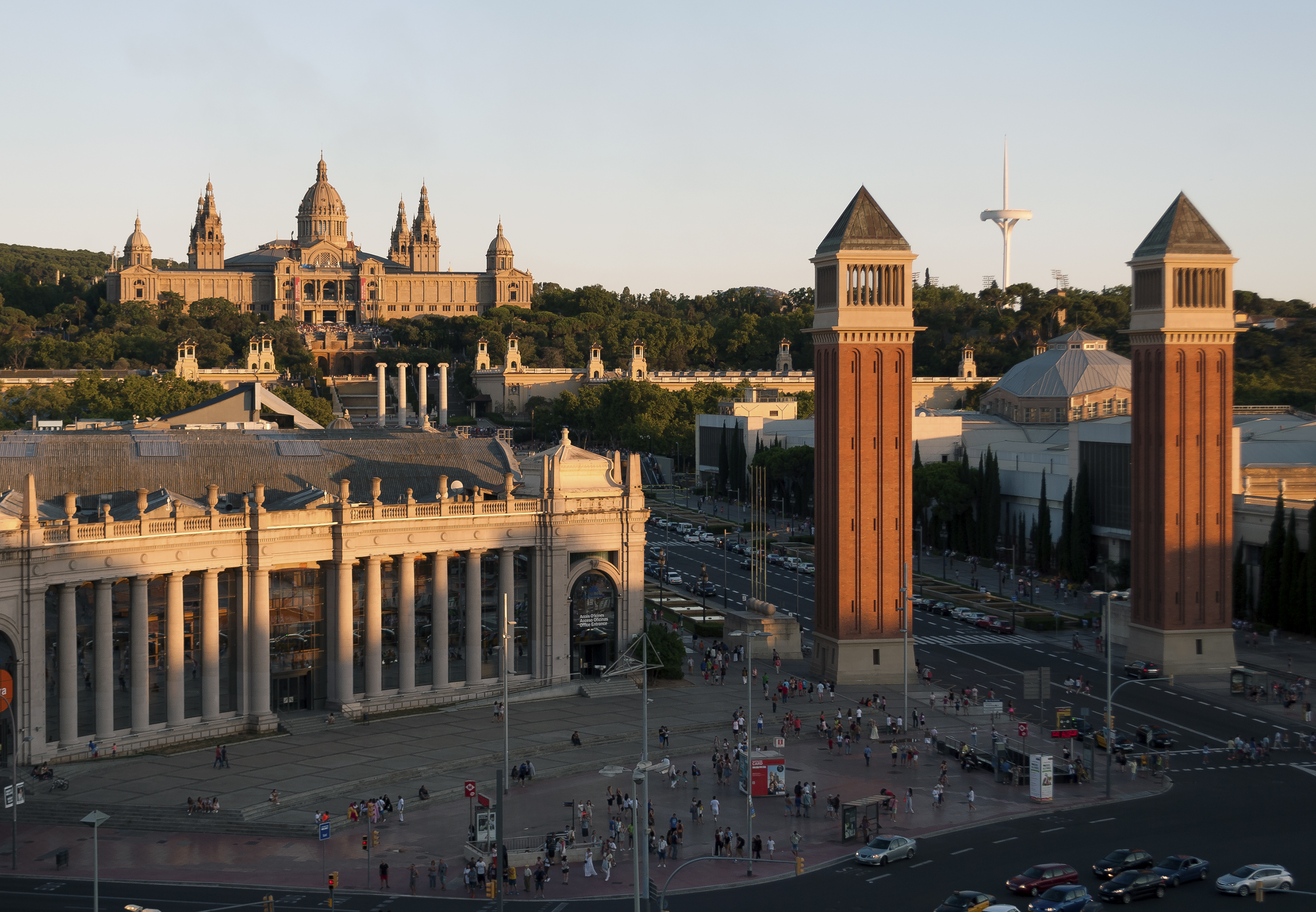
Panorámica desde la Plaza España.
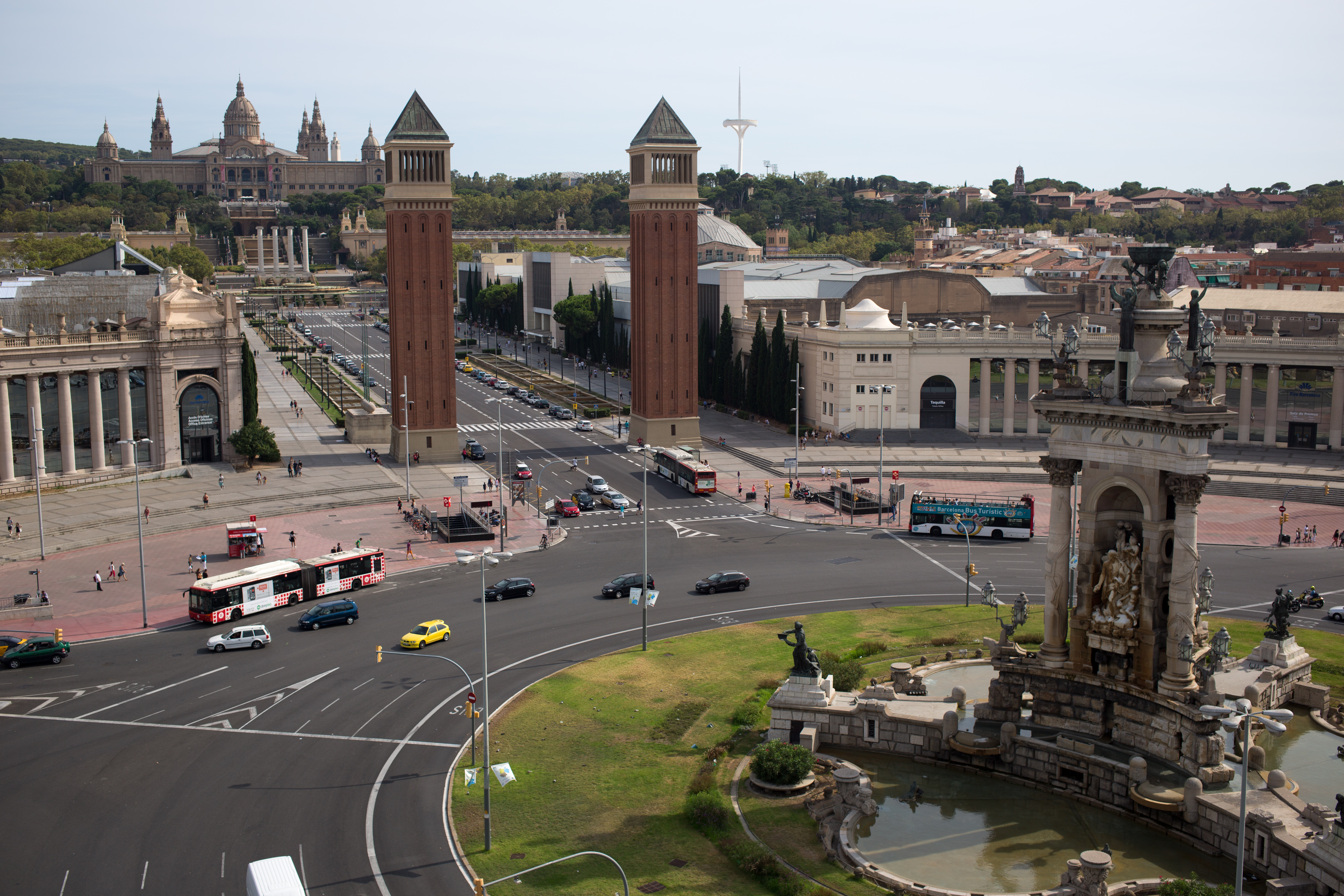
Panorámica desde la Plaza España.

- Datos: Q2341107
- Multimedia: Palau Nacional (Barcelona) / Q2341107